# Маље Козмаловце
Маље Козмаловце (слч. Malé Kozmálovce) насељено је мјесто са административним статусом сеоске општине (слч. obec) у округу Љевице, у Њитранском крају, Словачка Република.

## Становништво
| Година:    | 1994. | 2004. | 2014.   | 2024.   |
| ---------- | ----- | ----- | ------- | ------- |
| Број људи: | 0     | 368   | 366     | 373     |
| Разлика:   |       | –     | -0,54 % | +1,91 % |

| Година:    | 2023. | 2024.   |
| ---------- | ----- | ------- |
| Број људи: | 377   | 373     |
| Разлика:   |       | -1,06 % |

Према подацима о броју становника из 2011. године насеље је имало 389 становника.